# Errico Alvino
Errico Alvino (Milano, 29 marzo 1809 – Roma, 7 giugno 1876) è stato un architetto e urbanista italiano, attivo particolarmente a Napoli a metà del XIX secolo.

## Biografia
Milanese di nascita, spese la maggior parte della propria carriera professionale a Napoli, dove sotto il regno di Ferdinando II di Borbone e negli anni successivi realizzò una serie di opere che tuttora caratterizzano il tessuto urbano della città.
Tra esse si ricordano in particolare la facciata della chiesa di Santa Maria di Piedigrotta (1853); il restauro della facciata del Duomo di Napoli (1870) con la collaborazione del suo allievo Giuseppe Pisanti; e la conversione dell'antico convento di Santa Maria di Costantinopoli nella Reale Accademia di Belle Arti.
Oltre all'attività quale architetto, l'opera di Alvino è stata fondamentale nel dettare l'assetto urbanistico della città, realizzando l'importante asse viario denominato Corso Maria Teresa (oggi corso Vittorio Emanuele) tra il 1852 e il 1860; ridisegnando il quartiere di Santa Lucia (1862) e la Villa Comunale di Napoli, per la quale realizzò la Cassa Armonica.
Insegnante presso la Reale Accademia Militare della Nunziatella, ne fu allontanato insieme ai colleghi Francesco De Sanctis, Fedele Amante, Filippo Cassola a seguito dei moti rivoluzionari del 1848.
Dopo l'unità d'Italia partecipò ai concorsi per la facciata della cattedrale di Santa Maria del Fiore, a Firenze, ma i suoi progetti furono scartati.
La città di Napoli gli ha dedicato una via nel quartiere Vomero in riconoscimento dell'opera svolta.

## Opere principali
- Facciata della chiesa di Santa Maria di Piedigrotta, Napoli (1853);
- Galleria Borbonica (1853);
- tracciato (con altri) del corso Maria Teresa, oggi Corso Vittorio Emanuele (tra il 1852 e il 1860, terminato nel 1870);
- progetto di restauro, in forme neogotiche, per la facciata del Duomo di Napoli (terminato, sui progetti dell'Alvino, tra il 1877 e il 1905);
- prospetto del Duomo di Amalfi;
- Duomo di Cerignola, terminato, con varianti, dall'architetto Pisanti;
- cassa armonica della Villa Comunale di Napoli, 1877);
- risanamento del quartiere di Santa Lucia (progettato nel 1862) e collegamento con piazza della Vittoria;
- con alcuni collaboratori, partecipò alla sistemazione della villa Reale, detta poi "nazionale", e oggi comunale, con numerosi progetti che ne prevedevano il ridisegno con la correlata creazione di una litoranea parallela alla Riviera di Chiaia;
- Colonna della Vittoria, in memoria dei martiri delle rivoluzioni napoletane del 1799 e del 1848;
- Via della Pace (1853), odierna via Domenico Morelli.
- Palazzo Nunziante (1855) in via Morelli. Vi realizzò all'interno anche una cappella votiva che custodisce un'Assunta di Domenico Morelli;
- trasformazione dell'antico convento di san Giovanni Battista delle Monache a via santa Maria di Costantinopoli in Accademia di belle arti di Napoli;
- trasformazione definitiva (nelle forme che tuttora conserva) del Palazzo del Toscano di Catania.

In passato è stato ritenuto erroneamente progettista della vecchia stazione centrale di Napoli, demolita negli anni cinquanta del XX secolo.